# Enzo Di Domenico
Vincenzo Di Domenico, detto Enzo (Napoli, 25 luglio 1943), è un cantautore, paroliere, arrangiatore,  attore,  compositore ed ex produttore musicale italiano.

## Carriera
Nel 1967 è l'autore del brano Spusarizio 'e marenaro, portato al successo da Mario Merola.
Debutta come autore al Festival di Napoli 1969 con il brano Ciente appuntamente, eseguito da Mario Merola e Luciano Rondinella. L'anno successivo partecipa come autore al Festival di Napoli 1970 con il brano Sulitario, eseguito da Mario Trevi e Giulietta Sacco. Nel 1969 scrive la canzone 'O sgarro, dalla quale viene tratta la sceneggiata interpretata da Mario Merola, prima sceneggiata napoletana ispirata al genere western.
Partecipa come autore ad Un disco per l'estate 1972 con Passione eterna, canzone interpretata da Mario Merola, in seguito reinterpretata da Valentina Stella ed inserita nella colonna sonora del film Benvenuti al Sud.
Nel 1972, partecipa nuovamente come autore ad un festival tenutosi al Teatro Mediterraneo con il brano 'O bar 'e 'll' università per Tony Astarita.
Nel 1973 debutta come cantante, incidendo il primo album intitolato Le mie canzoni, con arrangiamenti del maestro Tonino Esposito e partecipa al festival di Piedigrotta con il brano 'Na lettera blu.
Nel 1974 scrive 'O criminale, dalla quale viene tratta la sceneggiata, rappresentata al teatro Politeama di Napoli e il cui copione è stato scritto da Vincenzo De Crescenzo, autore del brano Luna Rossa.
Nel 1975 incide il secondo album intitolato Napoli a modo mio, contenente cover di canzoni tradizionali arrangiate dal maestro Augusto Visco.
Nel 1976 incide l'album Napule 'e Masaniello, che vende circa 1 000 000 di copie e da cui viene estratto il singolo Paura.
Nel 1980 recita come primo attore nella sceneggiata che prende nome dal suo singolo Romanzo.
L'anno successivo partecipa per la prima volta al Festival di Napoli come cantante con il brano Sì, Annamaria, che inserito nell'omonimo album riscuote grande successo. Il brano viene tradotto in castigliano dal cantante venezuelano Rudy Marquez che lo ribattezza con il titolo Tu Ana Maria. Rimane in vetta alla classifica dei singoli in Venezuela per 22 settimane.
Dal 1989 al 1991 produce 3 album per il cantautore Federico Salvatore, componendo la musica di diversi brani, tra cui il brano Incidente al Vomero.
Nel 1995 pubblica l'album E ti faccio vedere, arrangiato dal maestro Franco Chiaravalle.
Nel 2002 partecipa come ospite d'onore insieme al figlio Adriano al festival di Napoli trasmesso su Rete 4, con il brano E ti faccio vedere. Partecipa allo stesso festival come autore della canzone Ombra cattiva, cantata da Giovanna De Sio.
Nel 2003 partecipa nuovamente al festival insieme alla figlia Luna Di Domenico con la canzone Spusarizio 'e marenaro.
Nel 2014 incide l'album A volte basta una telefonata avvalendosi della collaborazione di Enzo Gragnaniello, Franco Ricciardi, Luca Sepe, Ivan Granatino, Dj Enzo DC, Luna Di Domenico, Adriano Di Domenico, Annalisa Martinisi. Dall'album è stato estratto il singolo Adesso è tempo.
Nella sua lunga carriera ha composto brani per cantanti famosi tra cui oltre al già citato Mario Merola ha scritto anche per Sergio Bruni, Mario Abbate, Mario Trevi, Pino Mauro, Massimo Ranieri, Gloriana, Antonio Buonomo, Rosy Lai, Mauro Caputo, Peppino Brio, Maurizio, Patrizio, Pino Marchese.
Nel 2017 pubblica l'album Sud Italia arrangiato dal maestro Claudio Romano, che rappresenta il grande ritorno agli strumenti acustici. Dall'album è stato estratto il brano Senz'ammore.
È sposato e ha due figli: Adriano e Luna, entrambi cantanti; con il primo ha interpretato il brano “E ti faccio vedere”. 
È non vedente.

## Discografia
- 1973 - Le mie canzoni
- 1975 - Napoli a modo mio
- 1976 - Napule 'e Masaniello
- 1976 - Canto pe' cantà... i miei successi
- 1977 - Napoli nuda
- 1977 - Messaggio da Napoli
- 1979 - Orgoglio
- 1979 - Escursione nella canzone napoletana
- 1980 - Mamma Napoli
- 1981 - E poi ... sì, Annamaria
- 1982 - Vola
- 1983 - Per il futuro un passo indietro
- 1984 - Splendida follia
- 1985 - Vis Radio, primo amore
- 1986 - Signurì, 'e muratti
- 1987 - Ricordiamole insieme
- 1987 - Targata Napoli
- 1990 - Ave Maria... la mia preghiera per Napoli
- 1991 - Naso 'e cane
- 1992 - Preghiera
- 1993 - Che m'he fatto
- 1993 - Solo gli uccelli cantano gratis
- 1993 - Malissima
- 1995 - E ti faccio vedere
- 1997 - Signor genitore
- 2000 - Un'altra storia
- 2003 - 'A voce d' 'o mare
- 2004 - Amici
- 2005 - Cantautore Vol.1-2-3-4
- 2006 - Non solo cantautore
- 2014 - A volte basta una telefonata
- 2017 - Sud Italia
- 2018 - The Best: Un abbraccio d'amore con la Mea Sound
- 2021 - Felicità
- 2025 - Quando il silenzio fa male

### Singoli
- 1972 - Passione eterna
- 1973 - Eternamente tua
- 1973 - 'Na lettera blu
- 1976 - Paura
- Medaglia d'oro
- 1977 - Signurì, 'e muratti
- 1977 - Perdono
- 'O bar 'e l'università
- 1979 - Si sempe 'a mia
- 1980 - Romanzo

### Collaborazioni
- 1991 - Incidente al Vomero di Federico Salvatore [1]

## Le principali canzoni scritte da Enzo di Domenico
| 1967 | Spusarizio 'e marenaro    | Enzo Di Domenico              | Giovanni Marigliano          | Mario Merola                          |
| 1968 | Cara signora              | Enzo Di Domenico              | Antonio Rispoli              | Giulietta Sacco                       |
| 1969 | Ciente appuntamente       | Esposito-Di Domenico          | Langella - Falsetti          | Mario Merola; Luciano Rondinella      |
| 1970 | Sulitario                 | Enzo Di Domenico              | Giovanni Marigliano          | Mario Trevi; Giulietta Sacco          |
| 1971 | Amalia Santacroce         | Enzo Di Domenico              | Aldo Fiorini                 | Pino Mauro                            |
| 1972 | E te...perdutamente       | Enzo Di Domenico              | Enzo Di Domenico             | Giulietta Sacco                       |
| 1972 | 'O bar 'e 'll' Università | Enzo Di Domenico              | Vittorio Annona              | Tony Astarita                         |
| 1972 | Passione Eterna           | Enzo Di Domenico              | Vittorio Annona              | Mario Merola; Valentina Stella        |
| 1972 | Medaglia D'Oro            | Enzo Di Domenico              | Vittorio Annona              | Mario Merola                          |
| 1973 | Eternamente tua           | Enzo Di Domenico              | Vittorio Annona              | Mario Merola                          |
| 1976 | Paura                     | Enzo Di Domenico              | Renato Fiore                 | Enzo Di Domenico                      |
| 1976 | Figlio 'e puveriello      | Enzo Di Domenico              | Vittorio Annona              | Enzo Di Domenico                      |
| 1978 | Orgoglio                  | Visco-Di Domenico             | Vittorio Annona              | Enzo Di Domenico                      |
| 1981 | Sì Annamaria              | F. Chiaravalle-E.Di Domenico  | Bruno Lanza                  | Enzo Di Domenico                      |
| 1982 | Tu Malatia                | Franco Chiaravalle            | Enzo Di Domenico             | Enzo Di Domenico                      |
| 1985 | Lello Kawasaki            | F. Chiaravalle-E. Di Domenico | Bruno Lanza                  | Enzo Di Domenico                      |
| 1995 | E ti faccio vedere        | Enzo Di Domenico              | Enzo Di Domenico             | Enzo Di Domenico- Adriano Di Domenico |
| 2002 | 'A voce d''o mare         | Lorenzo Natale                | Di Domenico-Martinisi        | Enzo Di Domenico                      |
| 2007 | 'Onn Eduà                 | Enzo Di Domenico              | Enzo Di Domenico             | Enzo Di Domenico                      |
| 2014 | Canzone Nera              | Bruno Lanza                   | Enzo Di Domenico             | Massimo Ranieri                       |
| 2017 | Senz'Ammore               | Claudio Romano                | G. Martinisi- E. Di Domenico | Enzo Di Domenico                      |

## Incontri
- Gennaio 1975, concerto presso il Circo "Moira Orfei"
- Marzo 1984, Udienza con Papa Giovanni Paolo II

## Curiosità
La figlia Luna ha partecipato al Festival di Sanremo 2000 nella sezione Nuove proposte con il brano Cronaca contenuto nell'omonimo album pubblicato nel 2000, scritto da Claudio Mattone, si classificò al terzo posto e vinse il Premio Volare al miglior testo. Luna ha anche partecipato al musical C'era una volta... Scugnizzi edizione 2010-2011, scritto dallo stesso Mattone, interpretando diverse canzoni.